# Marc Emili Lèpid (tribú militar)
Marc Emili Lèpid (en llatí Marcus Aemilius Lepidus) va ser un militar romà del segle ii aC. Era fill de Marc Emili Lèpid (Marcus Aemilius M. F. M. N. Lepidus). Formava part de la gens Emília, i era de la família dels Lèpid.
Va ser tribú dels soldats durant la guerra contra el rei selèucida Antíoc III el Gran l'any 190 aC. No consta que exercís cap magistratura civil.